# Nāḩiyat az Zuḩūr
Nāḩiyat az Zuḩūr (arabiska: ناحية الزهور) är ett underdistrikt i Irak.   Det ligger i provinsen Bagdad, i den centrala delen av landet, 22 km norr om huvudstaden Bagdad.